# Bernardia macrocarpa
Bernardia macrocarpa är en törelväxtart som beskrevs av A.Cerv. och Flores Olv.. Bernardia macrocarpa ingår i släktet Bernardia och familjen törelväxter. Inga underarter finns listade i Catalogue of Life.